# Lomoviejo
Lomoviejo est une commune de la province de Valladolid dans la communauté autonome de Castille-et-León en Espagne.

## Sites et patrimoine
- Église paroissiale Nuestra Señora de la Asunción.

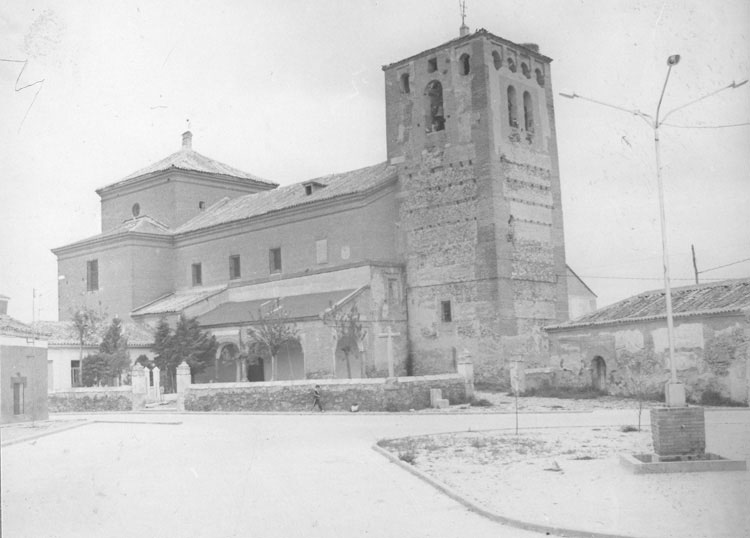
Église Nuestra Señora de la Asunción. Fondation Joaquín Díaz.